# Trollhammaren
A Trollhammaren a Finntroll finn folk-metal együttes középlemeze (EP), mely 2004-ben jelent meg.

## Az album dalai
| #  | Cím                   | Jelentése           | Hossz |
| -- | --------------------- | ------------------- | ----- |
| 1. | Trollhammaren         | A trollkalapács     | 3:29  |
| 2. | Hemkomst              | Hazatérés           | 3:46  |
| 3. | Skog                  | Erdő                | 3:23  |
| 4. | Försvinn du som lyser | Tűnj el, Te, Fénylő | 2:17  |
| 5. | Hel vete              | Egész búza          | 4:14  |

## Tagok
- Henri "Trollhorn" Sorvali – billentyűk
- Samu "Beast Dominator" Ruotsalainen – dobok
- Samuli "Skrymer" Ponsimaa – gitár
- Sami "Tundra" Uusitalo – basszusgitár
- Tapio "Wilska" Wilska – vokál
- Mikael "Routa" Karlbom – gitár